# Gornje Sokolovo (Ključ)
Gornje Sokolovo kihalt szerb falu Bosznia-Hercegovinában, a Bosznia-hercegovinai Föderáció Una-Szanai kantonjában, Ključ községben.

## Fekvése
Bosznia-Hercegovina nyugati részén, Bihácstól légvonalban 82, közúton 112 km-re délkeletre, Ključtól légvonalban 7, közúton 14 km-re északkeletre, a Szana jobb partjától keletre emelkedő Sokolovo brdo fennsíkján fekszik. 

## Népessége
| Nemzetiségi csoport | Népesség 1991 | Népesség 2013 |
| ------------------- | ------------- | ------------- |
| Szerb               | 161           | 0             |
| Bosnyák             | 0             | 0             |
| Horvát              | 0             | 0             |
| Jugoszláv           | 0             | 0             |
| Egyéb               | 0             | 0             |
| Összesen            | 161           | 0             |

## Története
Sokolovo területe már a középkorban is lakott volt. Gornje Sokolovo határában a Szana völgye felett emelekdő sziklákon találhatók Perić középkori várának maradványai. A területén található régi temetők nagy száma azt bizonyítja, hogy a középkorban Sokolovón élénk társadalmi élet folyt. Donje Sokolovón kettő, Gornje Sokolovón három középkori temető maradványa található, számos máig fennmaradt középkori sírkővel. Az itt talált hat sírkőtípus a 14-15. században terjedt el Bosznia-Hercegovina, Szerbia, Horvátország és Montenegró területén, és a 10. századi Bulgáriában feltűnt, a kereszténység főáramlatának behódolni nem akaró, Boszniában élő bogumilok sírkövei voltak. A bogumilok többsége az oszmán-törökök európai hódítása során áttért az iszlám hitre.
Sokolovo 1878-ig tartozott az Oszmán Birodalomhoz, majd az Osztrák-Magyar Monarchia része lett. 1879-ben az első osztrák-magyar népszámlálás során a faluban 112 házat és 1205 ortodox szerb lakost számláltak. 1910-ben Sokolovo településen 217 házat és 1834 szerb lakost találtak. A monarchia szétesésével 1918-ben előbb a Szerb-Horvát-Szlovén Királyság, majd 1929-től a Jugoszláv Királyság része. 1921-ben Sokolovón 253 házat és 1626 lakost számláltak. 1945-től a település a szocialista Jugoszlávia része volt.
A boszniai háború idején település 1995 szeptemberéig a szerb félkatonai egységek uralma alatt állt, amikor a Bosznia-Hercegovinai Hadsereg, a Horvát Védelmi Tanács (HVO) és a Horvát Hadsereg (HV) által vezetett közös akciók során elfoglalták. A szerb lakosság a visszavonuló szerb csapatokkal együtt elmenekült a faluból, ahova már nem tértek vissza. A daytoni békeszerződést követő területfelosztási megállapodás során Gornje Sokolovo falut két részre osztották, és egy része a boszniai Szerb Köztársaság területéhez került. 2013-ban a falu eme részének nem volt állandó lakosa. 

## Nevezetességei

### Donje Sokolovo
- Középkori temető maradványai 10 fennmaradt stećak sírkővel.[4]

- Vujisići - középkori temető maradványai 5 fennmaradt stećak sírkővel.[4]

### Gornje Sokolovo
- Crkvina Mrazovo Ključ - középkori temető maradványai 30 fennmaradt stećak sírkővel, közülük néhány félhold és rozetta díszítéssel.[4]

- Perići - középkori temető maradványai a pravoszláv temető körül, 15 db nyugat–keleti tájolású, máig fennmaradt stećak sírkővel.[4]

- Lakići Mramorje - középkori temető maradványai, néhány fennmaradt fekvő sírkővel.[4]

- Perić grad – középkori vár romjai. A vár a Szana völgye felett emelkedő három mészkősziklán állt. Közülük a legmagasabb a Široki kamen, melynek belső oldalán még láthatók a falak romjai, míg felül a kisméretű platón mészhabarcsban rakott épületromok is találhatók. A leletek között sok edénytöredékkel.[4]